# Mil Mi-X1
Mil Mi-X1 là một dự án trực thăng tốc độ cao do Nhà máy sản xuất trực thăng Mil Moskva của Nga đưa ra.